# 뉴멕시코 주립 대학교

NMSU 예술대학 음악과 건물

뉴멕시코 주립 대학교(New Mexico State University)는 미국 뉴멕시코주 라스크루시스에 있는 연구 중심의 주립 대학교이다. 약칭으로 NMSU라고도 부른다. 뉴멕시코가 미국의 47번째 주로 편입되기 전인 1888년에 세워졌다. 등록 학생 수로 보아 뉴멕시코 주에서 두 번째로 큰 대학교가 된다. 분교 캠퍼스를 알라모고르도(Alamogordo), 칼스베드(Carlsbad), 그랜트(Grants), 도냐아나 카운티(Doña Ana County)에 두고 있다. 본교 캠퍼스의 면적은 900 에이커가 되며 1215명의 교수진에 3360명의 직원이 있다. 학생수는 18,497명이 되며 이중에서 7,515명이 히스패닉 학생이며 1,544명이 외국학생이다. 분교에 있는 학생까지 포함한 학생수는 34,150명(2009년)이었다.

## 대학 구성
NMSU의 구성은 아래와 같이 여러 학부와 대학원으로 되어 있다.
| - 문리대학(College of Arts & Sciences) - 교육대학(College of Education) - 예술대학(College of Fine Arts) - 농과대학(College of Agricultural, Consumer and Environmental Sciences) - 대학원(Graduate School) - 학부대학(College of Honors) |  | - 보건대학(College of Health and Social Services) - 공과대학(College of Engineering) - 경영대학(College of Business) - 연장교육대학(College of Extended Learning) - 행정대학(School of Public Administration) |

## 역사
뉴멕시코 주립 대학교의 역사는 1888년의 라스크루시스 대학으로부터 시작되었다. 그 이듬해 모릴 토지 증여 대학 법안(Morill Land-Grant Colledge Act)에 의해 뉴멕시코 농과 기계 대학이 설립되었고 1890년 2월 두 학교가 병합되었다. 1960년에 대학 이름을 지금의 뉴멕시코 주립 대학교로 변경했다.

## 순위
뉴멕시코 주립 대학교의 미국 랭킹은 연구 개발비를 기준으로 105위이다. 의과대학이 없는 대학교 가운데에서 미국 순위는 29위이다. U.S. 뉴스 & 월드 리포트에서 보고하는 전 미국의 대학원 순위를 보면 물리학과가 93위, 수학과가 111위, 교육대학이 119위, 공과대학이 120위, 컴퓨터과학이 121위, 화학과 129위, 예술대학이 150위로 되어 있다.

## 연구
2011년 기준으로 연구비는 1억 6천 3백만 달러가 책정되었다. 연구중심의 대학교로 손색 없는 많은 연구활동을 하고 있다. 교내의 많은 연구소 중에서 대표적인 연구소로 아래의 연구소를 들수 있다. 2011년에는 태양에너지를 이용하여 고공에서 수년간 비행할 수 있는 보잉(Boeing)에서 제작할 예정인 SolarEagle을 개발 및 시험할 연구 계약을 정부로부터 받았다.
- 농업실험소(Agricultural Experiment Station)
- 경영연구국(Bureau for Business Research and Services)

- 치와와사막연구센터(Chihuahuan Desert Rangeland Research Center,CDRCC)
- 제조기술엔지니어링센터(Manufacturing Technology and Engineering Center)
- 물리과학연구소(Physical Science Laboratory)
- 수자원연구소(Water Resources Research Institute)

## 등록금
뉴멕시코 주립 대학교의 한학기 등록금은 타주 주립 대학교에 비해서 비교적 낮은 편이다. 앨버커키에 있는 뉴멕시코 대학교의 등록금 보다 낮다. 아래의 표는 2009-2010년 학년도의 등록금이다.
| - 학부(Undergraduate) - 대학원(Graduate) |  | $2,499 (In-State) $2,679 (In-Sstate) |  | $7,575 (Out-of-State) $7,767 (Out-of-State) |  |

## 유학생 입학 현황
NMSU의 2011년도 외국 유학생 숫자는 1,162명으로 전년 보다 약 140명 감소된 것으로 보고 되었다. 2011년 가을 학기에 뉴멕시코주에 유학 온 외국 유학생의 숫자는 2,724명으로 2010년에 비해 약 6%가 감소되었다. 뉴멕시코주에 유학온 외국유학생의 43%가 NMSU에서 공부하고 있는 셈이 된다. 다음으로 외국학생이 많은 곳은 앨버커키에 있는 UNM이 된다. UNM에 등록한 외국학생은 1,013명으로 보고 되었다.

## 전직 교수
전직 교수로는 박영현 교수(경영학과, 강남대학교 산업공학과 교수), 조용국 박사 (화학공학과 교수(88-94), 텍사스 온누리침례교회목사(97-06)), 홍종화 교수 (음악대학, 숙명여자대학교 음대학장 바이오린전공) 등이 있다.

## 저명한 동문
저명한 동문으로는 김희철 박사(토목구조공학, 경희대학교 건축공학과 교수) 정흥채 박사(기계공학, 철도기술연구소) 김상용 박사 (화학공학, 호서대학 환경공학과, 한국생산기술 연구원), 김교근 박사 (이학박사, 청주대학교 환경공학과 교수) 등이 있다.

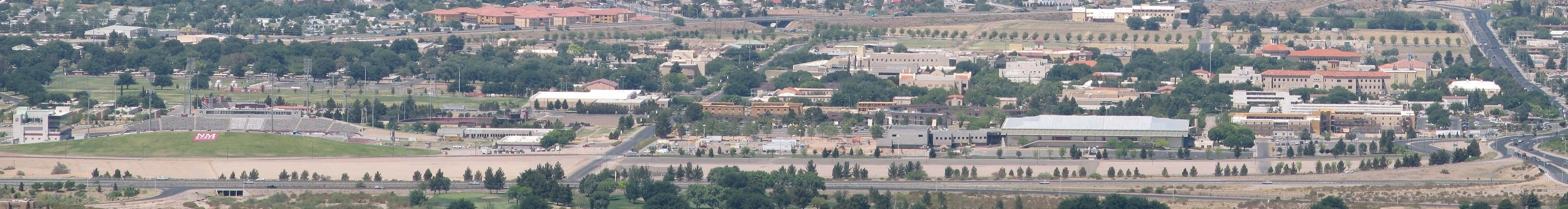
뉴멕시코 주립 대학 캠퍼스 전경